# Courtaoult
Courtaoult je francouzská obec v departementu Aube v regionu Grand Est. V roce 2012 zde žilo 96 obyvatel.

## Poloha
Obec leží u hranic departementu Aube s departementem Yonne, tedy i u hranic regionu Grand Est s regionem Burgundsko-Franche-Comté. Sousední obce jsou: Les Croûtes, Ervy-le-Châtel, Chessy-les-Prés, Montfey, Racines a Soumaintrain (Yonne).

## Vývoj počtu obyvatel
Počet obyvatel